# Air Vanuatu
Air Vanuatu — национальная авиакомпания Вануату со штаб-квартирой в городе Порт-Вила, выполняющая внутренние пассажирские перевозки и регулярные международные рейсы в Австралию, Новую Зеландию и аэропорты южной части Тихого океана. Портом приписки авиакомпании и её главным транзитным узлом (хабом) является Международный аэропорт Бауэрфилд.

## История
Авиакомпания Air Vanuatu была образована в начале 1981 года после объявления в 1980 году Вануату независимости от Соединённого Королевства и Франции. Компания создавалась при активном участии и финансовой помощи австралийской магистральной авиакомпании Ansett Airlines, которая предоставила новому перевозчику самолёты, экипажи и обслуживающий персонал сроком на пять лет, получив при этом долю в 40 процентов собственности Air Vanuatu. Другие 60 % остались в распоряжении правительства страны. Первый рейс новой авиакомпании из Сиднея в Порт-Вила был совершён 5 сентября 1981 года на самолёте Douglas DC-9-31. В мае следующего года лайнеры DC-9 были заменены на самолёты Boeing 737-200, взятые у Polynesian Airlines и заменённые в свою очередь самолётами того же типа из Ansett Airlines в октябре 1985 года. В марте 1986 года истекло пятилетнее соглашение с перевозчиком Ansett Airlines, продлять которое не намеревались ни сама австралийская авиакомпания, ни правительство Вануату.
В 1987 году министерство транспорта Вануату выкупило 40 % собственности Air Vanuatu, тем самым переведя авиакомпанию в полную государственную собственность. Спустя несколько месяцев было подписано партнёрское соглашение с Australian Airlines, согласно которому австралийский перевозчик передавал в лизинг один самолёт Boeing 727—200 для выполнения регулярных еженедельных рейсов из Порт-Вила в Сидней. Договор вступил в силу 19 декабря 1987 года. Спустя два года Air Vanuatu выкупило этот самолёт и сдала его в частичную аренду бывшему владельцу для использования на том же самом регулярном маршруте. В ноябре 1992 года Boeing 727 был заменён на более современный Boeing 737—400, так же взятому в лизинг у Australian Airlines. В следующем году подобная практика аренды продолжилась передачей в использование на маршруте из Порта-Вила в Нумеа одного лайнера Embraer EMB 110 Bandeirante. Лизинг обоих самолётов продолжался вплоть до поглощения Australian Airlines флагманской авиакомпанией Австралии Qantas в октябре 1993 года, после чего все действующие договоры были продлены уже от имени нового владельца. Авиакомпания Qantas по сей день принимает активное участие в деятельности Air Vanuatu, предоставляя ей услуги по техническому обслуживанию воздушных судов, подготовки и переподготовки пилотов; между авиакомпаниями заключены код-шеринговые соглашения на регулярные рейсы в Австралию. Air Vanuatu в полном мере использует бонусную программу поощрения часто летающих пассажиров Qantas Frequent Flyer.
В апреле 1997 года Air Vanuatu расторгла договор на аренду самолёта Boeing 737—400, получив собственный лайнер Boeing 737—300. В том же месяце прекратился и договор на аренду Embraer EMB 110 Bandeirante по причине поступления в аренду Air Vanuatu самолёта Saab-2000. Договор действовал до марта месяца 1999 года, после чего компания получила лайнер De Havilland Canada Dash 8 из государственной авиакомпании Vanair для дальнейшего его использования на внутренних пассажирских перевозках. В апреле 2001 года произошло слияние двух государственных авиакомпаний Air Vanuatu и Vanair, однако, спустя пять месяцев объединение авиаперевозчиков было отменено. В ноябре 2003 года воздушный флот Air Vanuatu пополнился новым самолётом ATR-42, а в сентябре следующего года обе авиакомпании снова были объединены в единую компанию под эгидой правительства страны.
В январе 2008 года Air Vanuatu заменило свои устаревшие Boeing 737—300 на современные лайнеры Boeing 737—800. В начале следующего года воздушный флот компании пополнился тремя самолётами Harbin Y-12, а в октябре того же года авиакомпания получила новые ATR-72, заменив ими эксплуатировавшиеся до этого времени самолёты ATR-42. Спустя четыре дня после принятия в парк ATR-72 был уволен в отставку прежний генеральный директор авиакомпании, на смену которому пришёл бывший чиновник из Министерства транспорта Вануату.

## Маршрутная сеть

### Внутренние перевозки
По состоянию на ноябрь 2009 года маршрутная сеть авиакомпании Air Vanuatu включала 28 регулярных рейсов по следующие аэропортам страны

#### Малампа
- Крейг-Ков — Аэропорт Крейг-Ков
- Ламап — Аэропорт Малекула-Айленд
- Норсап — Аэропорт Норсап
- Паама — Аэропорт Паама
- Саут-Уэст-Бей — Аэропорт Саут-Уэст-Бей
- Улеи — Аэропорт Улеи

#### Пенама
- Лонгана — Аэропорт Лонгана
- Маэво — Аэропорт Маэво
- Редклифф — Аэропорт Редклифф
- Сара — Аэропорт Сара
- Валаха — Аэропорт Валаха

#### Санма
- Лонорори — Аэропорт Лонорори
- Люганвиль — Международный аэропорт Санто-Пекоа

#### Шефа
- Эмаэ — Аэропорт Сиво
- Леймен-Бей — Аэропорт Леймен-Бей
- Порт-Вила — Международный аэропорт Бауэрфилд
- Тонга — Аэропорт Тонга
- Вейлсдир — Аэропорт Вейлсдир

#### Тафеа
- Анейтьюм — Аэропорт Анейтьюм
- Анива — Анива
- Диллонс-Бей — Аэропорт Диллонс-Бей
- Футуна — Аэропорт Футуна
- Айпота — Аэропорт Айпота
- Танна — Аэропорт Уайт-Грасс

#### Торба
- Гауа — Аэропорт Гауа
- Мота-Лава — Аэропорт Мота-Лава
- Сола — Аэропорт Вануа-Лава-Айленд
- Острова Торрес — Аэропорт островов Торрес

### Международные авиалинии
В ноябре 2009 года Air Vanuatu выполняла пять регулярных рейсов в Австралию, Новую Каледонию и Новую Зеландию:

#### Из аэропорта Порт-Вила

##### Австралия
- Брисбен — Аэропорт Брисбен
- Сидней — Аэропорт Сидней

##### Новая Каледония
- Нумеа — Международный аэропорт Ла-Тонтута

##### Новая Зеландия
- Окленд — Международный аэропорт Окленд

#### Из аэропорта Люганвиль

##### Австралия
- Брисбен

## Флот
По состоянию на ноябрь 2009 года воздушный флот авиакомпании Air Vanuatu составляли следующие самолёты:
- 1 ATR 72-500
- 1 Boeing 737—800
- 2 Britten-Norman BN2A Islander
- 3 de Havilland Canada DHC-6 Twin Otter
- 3 Harbin Y-12

## Авиапроисшествия и несчастные случаи
- 19 декабря 2008 года самолёт Britten-Norman BN2A Islander, следовавший рейсом NF261 в люганвильский Международный аэропорт Санто-Пеко с девятью пассажирами на борту врезался в горный массив вблизи Аэропорта Олпой. Погиб пилот, несколько пассажиров были тяжело ранены. Причиной катастрофы стали плохие метеоусловия — самолёт шёл в горном районе в условиях густого плотного тумана[20][21][22].